# Hits à Gogo
Hits à Gogo war eine Musiksendung, die von 1965 bis 1973 vom Schweizer Fernsehen (SF) sowie ab 1968 in Kooperation mit dem Norddeutschen Rundfunk (NDR), Hessischen Rundfunk (HR) und Südwestfunk (SWF) produziert wurde. Es war die erste „Beatsendung“ auf dem Schweizer Kanal, „eine musikalische Plattform für Hits, Stars, Neuentdeckungen, Senkrechtstarter und auch ein Sprungbrett für viele Schweizer Gruppen und Interpreten.“

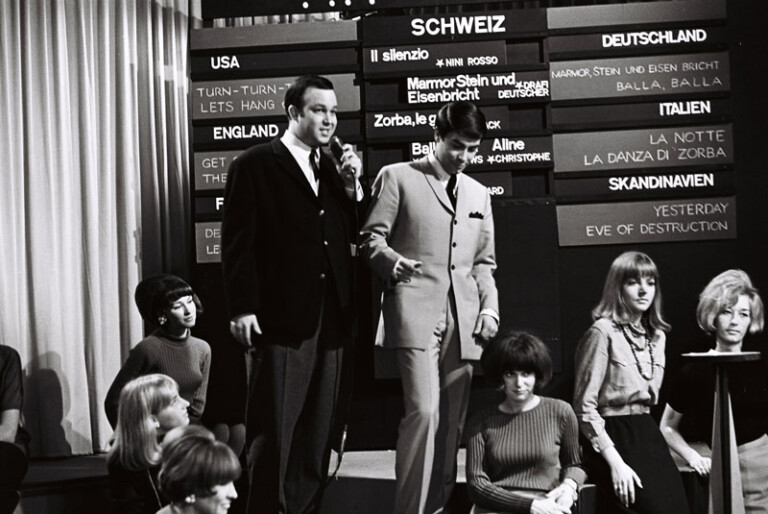
Am 6. Dezember 1965 startete die erste Folge von 'Hits à Gogo' auf dem Foto Mal Sondock und Roy Black. Das Schweizer Fernsehen sendet live aus dem Wolfbach (Gesellenhaus) in Zürich. Der Fotograf Eric Bachmann hielt diesen Augenblick fotografisch fest.

Hits à Gogo mit Mal Sondock (ca. 1967)

Udo Jürgens bei einem Auftritt bei Hits à Gogo (1966)

Recht ungewöhnlich für eine Popmusik-Sendung wurde Hits à Gogo im Abendprogramm ausgestrahlt. Hinter den live auftretenden Künstlern wurden durch Lichteffekte psychedelische Muster erzeugt. Es gab Gogo Girls und schon 1968 wurden Videoclips gezeigt. Elton John und David Bowie hatten in der Sendung ihre ersten Fernsehauftritte.
Hits à Gogo wurde bis 1968 von Mal Sondock moderiert. Danach folgten Gus Backus, Eddi Becker, Graham Bonney, Suzanne Doucet, Sigi Harreis, Hardy Hepp und Knut Kiesewetter. Das ZDF beendete die Moderation mit Suzanne Doucet, als bekannt wurde, dass sie in der Schweiz mit Hits à Gogo eine ähnliche Sendung hatte.
Die erste Episode von Hits à Gogo wurde live aus dem Gesellenhaus Wolfbach in Zürich am 6. Dezember 1965 ausgestrahlt und von Mal Sondock moderiert. Während dieser Sendung traten Roy Black, The Lords und Teenagers auf.
Die erste farbige Show wurde am 2. September 1968 im Schweizer Fernsehen präsentiert und von Suzanne Doucet und Hardy Hepp moderiert. In dieser Ausgabe traten die Bands The Nice, Julie Felix, Rocky Roberts und Patricia auf.
Obwohl ein Black Sabbath Cover für die Sendung am 26. Februar 1969 aufgenommen wurde, wurde es nie ausgestrahlt.
Am 15. Dezember 1973 wurde die letzte Schweizer-Episode von Hits à Gogo in Davos aufgezeichnet, moderiert von Sigi Harreis und unter der Regie von Hanspeter Riklin. In dieser Ausgabe traten Manfred Mann’s Earth Band, Hardy Hepp und seine Tabula Rasa, Middle of the Road und Love Generation auf. Nach dieser Sendung beendete die SRG ihre Zusammenarbeit in der Co-Produktion.
Mani Hildebrand, Musikredakteur des Schweizer Fernsehens von 1968 bis 1984:

„Leider ist von den 'Hits à gogo'-Sendungen in unserem Archiv nicht mehr viel vorhanden. Allzu oft wurden Bänder gelöscht. Zudem hat ein Wasserschaden an der Kreuzstrasse viele dieser einmaligen Dokumente zerstört. Schade!
Barry Window der am 25.11.1968 in Hits à gogo mit seinen "Movements" sein bestes in dieser live Sendung gab, (auch dabei Barry Ryan und Long John Baldry) ärgert sich heute noch, dass er diese Sendung selber nie sehen konnte.“

Hits à gogo wurde bald zur schweizerisch/deutschen Koproduktion, was den Professionalitätsstandard etwas anhob. Im Jahr 1973 wurde Hits à gogo beim Schweizer Fernsehen abgesetzt, da neue Programmrichtlinien festlegten, dass der Hauptabend für Programme mit einer breiten Zuschauerbasis reserviert war. Darüber hinaus wurde es immer schwieriger, Künstler live nach Zürich zu bringen, weshalb es einfacher war, Musikvideos anstelle von Live-Auftritten weltweit zu verbreiten. In Deutschland wurden bis 1978 weitere Live-Sendungen fortgeführt.

## Frühe Sendungen
| Episode | Datum             | Turnus    | Präsentation | Musiker*innen                  | Regie        | Produzent*in    | Standort                                    |
| 1965    |                   |           |              |                                |              |                 |                                             |
| 1.      | 6. Dezember 1965  |           | Mal Sondock  | Roy Black The Lords Teenagers  | Gianni Paggi | Jean Niedermann | Gesellenhaus Wolfbach Zürich                |
| 1966    |                   |           |              |                                |              |                 |                                             |
| 2.      | 31. Januar 1966   | 8 Wochen  | Mal Sondock  | Udo Jürgens Les Sauterelles    | Gianni Paggi | Jean Niedermann | Gesellenhaus Wolfbach Zürich                |
| 3.      | 14. März 1966     | 6 Wochen  | Mal Sondock  | Manuela (Doris Inge Wegener)   | Gianni Paggi | Jean Niedermann | Gesellenhaus Wolfbach Zürich                |
| 4.      | 25. April 1966    | 6 Wochen  | Mal Sondock  | Chris Andrews The Countdowns   | Gianni Paggi | Jean Niedermann | Mustermesse Basel (Muba)                    |
| 5.      | 6. Juni 1966      | 6 Wochen  | Mal Sondock  | The Walker Brothers The Sevens | Gianni Paggi |                 |                                             |
| 6.      | 5. September 1966 | 13 Wochen | Mal Sondock  | Georgie Fame The Gentleman     | Gianni Paggi | Jean Niedermann | Fernseh- und Radioausstellung (FERA) Zürich |
| 7.      | 10. Oktober 1966  | 5 Wochen  | Mal Sondock  | Dave Berry Twice As Much       | Gianni Paggi |                 |                                             |
| 8.      | 21. November 1966 | 6 Wochen  | Mal Sondock  | Chris Farlowe                  | Gianni Paggi |                 | Berner Bürgerhaus                           |

## Weitere Musiksendungen
- Beat-Club
- 4-3-2-1 Hot & Sweet
- Ready Steady Go
- Thank Your Lucky Stars
- Schweizer Hitparade